# Keith Ape
Ли Дон Хон (이동헌, род. 25 декабря 1993 года), известный как Keith Ape (кор. 키스 에이프), ранее известный как Kid Ash, — южнокорейский рэп-исполнитель из Сеула. Является участником объединения «The Cohort». Дебютный сингл «잊지마» («It G Ma») был выпущен 1 января 2015 года и занял пятое место в списке лучших к-поп песен 2015 года по версии Billboard K-Town.
Keith Ape часто сравнивают с американским исполнителем и называют «корейским OG Maco». Дон Хон получил признание за своё выдающееся выступление на рэп-шоукейсе South by Southwest в 2015 году. В том же году на этом мероприятии выступили такие артисты, как Young Thug, Desiigner, Waka Flocka Flame, XXXTentacion и других. В 2015 году его концерт в SOB’s был отмечен в списке 40 лучших по версии The New York Times. Рецензенты охарактеризовали его выступление как «необузданное буйство» и «очевидного продолжателя традиций южного рэп-движения».

## Конфликты
4 февраля 2015 года американский рэпер OG Maco обвинил Keith Ape в культурной апроприации. Как утверждает OG Maco, в своём музыкальном видео «It G Ma» Keith Ape и его товарищи высмеяли его, опираясь на стереотипы о чернокожих людях. Кроме того, он утверждал, что они позаимствовали основу для своего трека из дебютного сингла OG Maco «U Guessed It».
Однако OG Maco отказался от приглашения стать частью ремикса трека «It G Ma», который был выпущен позже.

## Дискография

### Мини-альбомы
| Название                                                      | Сведения об альбоме                                                          |
| ------------------------------------------------------------- | ---------------------------------------------------------------------------- |
| Born Again (при участии Chief Keef, Yung Bans и Wifisfuneral) | - Релиз: 11 октября 2018 - Лейбл: 88rising - Формат: CD, цифровое скачивание |

### Коллаборационные альбомы
| Название                                        | Сведения об альбоме                                                                       |
| ----------------------------------------------- | ----------------------------------------------------------------------------------------- |
| Project: Brainwash (как Kid Ash совместно с G2) | - Релиз: 22 января 2014 - Лейбл: Luminant Entertainment - Формат: CD, цифровое скачивание |